# Cerkiew Podwyższenia Krzyża Pańskiego w Kijowie (Ławra Peczerska)
Cerkiew Podwyższenia Krzyża Pańskiego – prawosławna cerkiew w kompleksie ławry Peczerskiej w Kijowie, w jurysdykcji eparchii kijowskiej Ukraińskiego Kościoła Prawosławnego Patriarchatu Moskiewskiego.

## Historia
Cerkiew została zbudowana w 1700 na miejscu starszej, drewnianej świątyni, z fundacji kozackiego pułkownika Pawła Hercyka, który następnie został pochowany w świątyni. W roku ukończenia prac budowlanych konsekrował ją metropolita kijowski Warłaam. W latach 40. XVIII wieku cerkiew została połączona galerią z jednym z wejść do podziemi – Bliższych Pieczar, w których prowadził niegdyś życie pustelnicze Antoni Pieczerski. W XIX wieku podwyższono ją o jedno piętro według projektu Andrieja Mielenskiego. Wcześniej, w drugiej połowie XVIII wieku, do świątyni dobudowano obszerny przedsionek.
W XIX wieku i na początku XX wieku w cerkwi Podwyższenia Krzyża Pańskiego chowano metropolitów kijowskich zmarłych podczas sprawowania urzędu. W świątyni pochowani zostali metropolici Filaret, Arseniusz, Filoteusz, Joannicjusz, Teognost, Flawian i Włodzimierz. Szczątki tego ostatniego, ogłoszonego w 1992 świętym nowomęczennikiem, zostały po kanonizacji ekshumowane jako relikwie i wystawione dla kultu w Dalszych Pieczarach w ławrze.
W latach 30. XX wieku władze radzieckie zlikwidowały wspólnotę monastyczną ławry Peczerskiej.
Cerkiew została przywrócona do użytku liturgicznego w 1990 i działa w jurysdykcji Ukraińskiego Kościoła Prawosławnego Patriarchatu Moskiewskiego.

## Architektura
Świątynia położona jest ponad Bliższymi Pieczarami ławry Peczerskiej. Została wzniesiona w stylu baroku ukraińskiego na planie krzyża, jest orientowana. Jej długość to 38 metrów, zaś szerokość – 10,5 metra. Obiekt zwieńczony jest trzema kopułami, z których środkowa, największa, położona jest na ośmiobocznym bębnie, zaś dwie boczne, mniejsze, na bębnach na planie sześciokąta. W 1769, gdy cerkiew była remontowana, jej dach przykryto blachą, zaś kopuły pozłocono. Obiekt z zewnątrz dekorowany jest skromnie, co jest typowe dla wczesnych ukraińskich budowli barokowych. We wnętrzu znajduje się kompleks fresków. Znaczną wartość zabytkową posiada ikonostas we wnętrzu świątyni.